# Tolkien (cràter)
Tolkien és un cràter d'impacte en el planeta Mercuri de 50 km de diàmetre. Porta el nom de l'escriptor anglès J. R. R. Tolkien (1892-1973), i el seu nom va ser aprovat per la Unió Astronòmica Internacional el 2012.